# Berndt Friberg (keramiker)
Nils Berndt Edmund Friberg, född 1 januari 1899 i Höganäs, död 17 juli 1981 i Gustavsberg, var en svensk keramiker och drejare.

## Biografi
Berndt Friberg började arbeta som hantlangare vid Höganäsbolaget där han stannade fram till 1918. Samma år reste han till Danmark och gjorde ett kort besök hos Møller & Bøgely. 1919 återvände han till Sverige och tog anställning vid Raus Stenkärlsfabrik i Helsingborg och stannade där under ett år.
År 1934 kom han till Gustavsbergs porslinsfabrik, där han verkade fram till sin död 1981. Friberg var vida berömd för sin skicklighet och fick många priser för sina arbeten. Han arbetade bland annat under Wilhelm Kåge och Stig Lindberg men framställde även egna originalverk som i dag betingar ett högt värde bland samlare. Hans keramik utmärktes av klassiska former och intrikata glasyrer som "harpäls" och "Aniara". Friberg blev även känd för sina drejade miniatyrer, en del bara någon centimeter höga. Hans konstnärskap finns representerat vid Nationalmuseum, Moderna museet, Örebro läns museum och Röhsska museet.
Fribergs aska är spridd i minneslunden på Gustavsbergs kyrkogård.